# Veteranenabzeichen

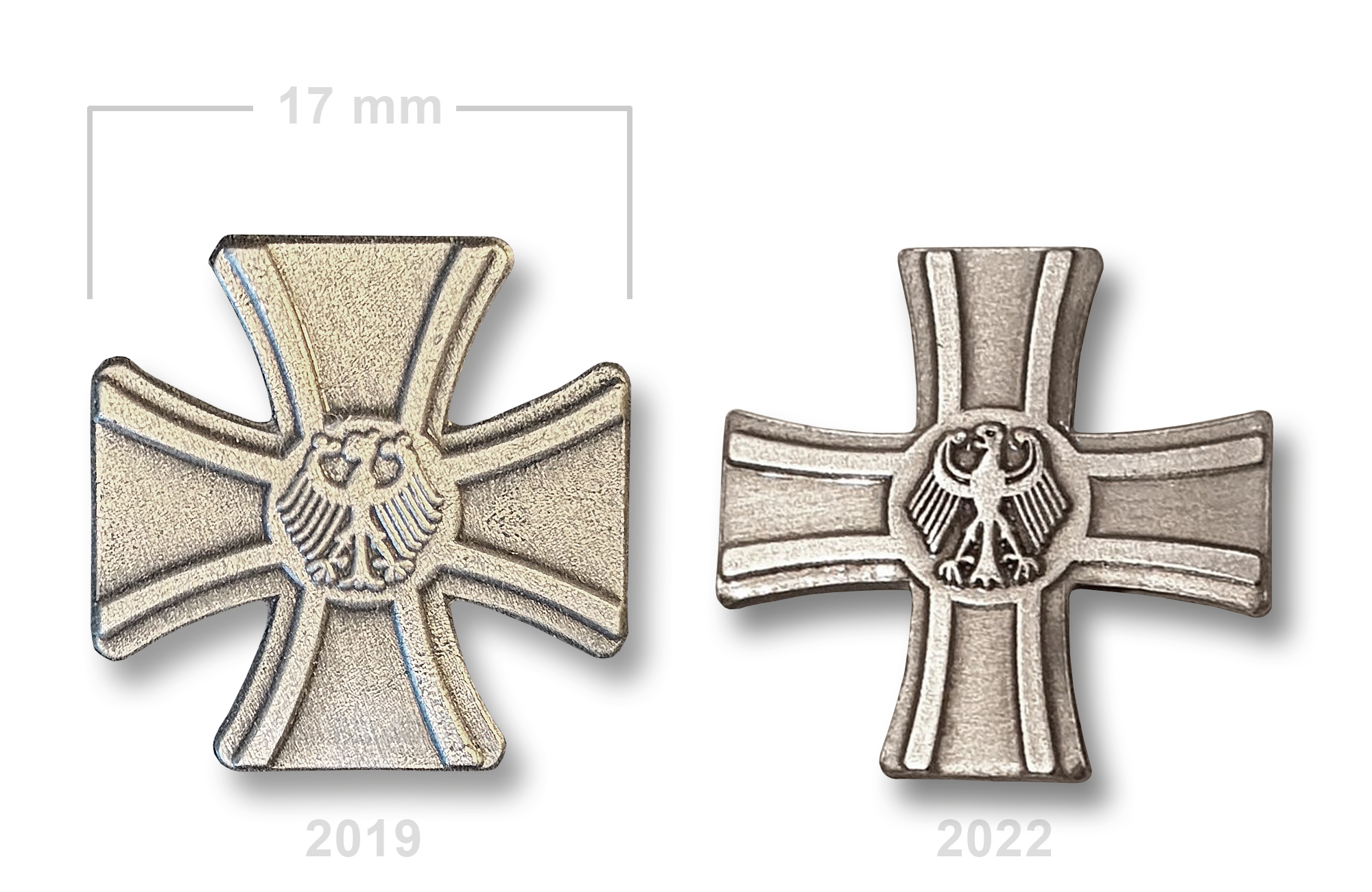
Veteranenabzeichen der Bundeswehr. Links: erste Version von 2019. Rechts: zweite Version seit 2022

Das Veteranenabzeichen der Bundeswehr ist ein Abzeichen, welches für den früheren oder immer noch aktiven militärischen Dienst verliehen wird. Es soll Veteranen in der Öffentlichkeit repräsentieren, als Anerkennung für treuen Dienst an der Gesellschaft.
In anderen Staaten sind solche Auszeichnungen ebenfalls üblich. In den Vereinigten Staaten wird eine vergleichbare Dienstleistung in Form des Army Service Ribbon gewürdigt, in Österreich mit der Wehrdienstmedaille. Anders als die Auszeichnungen in den USA oder Österreich handelt es sich bei dem Veteranenabzeichen aber um kein Ehrenzeichen im Sinne des Ordensgesetzes und darf daher nicht an den Uniformen der Bundeswehr getragen werden.

## Entstehung
Das 2013 vom damaligen Verteidigungsminister Thomas de Maizière gebilligte und daraufhin beschaffte Abzeichen für Veteranen der Bundeswehr wurde nicht verliehen, da man sich im Verteidigungsministerium, der Bundeswehr, dem Bundeswehrverband und Reservistenverband auf keine einheitliche Veteranendefinition einigen konnte. Die beschafften Abzeichen nebst Etui wurden daraufhin eingelagert. Einige Abzeichen wurden als Ansichtsexemplare ausgegeben.
Mit dem Tagesbefehl zum Veteranenbegriff vom 26. November 2018 verlautbarte die damalige Verteidigungsministerin Ursula von der Leyen den (bewusst weit gefassten) Veteranenbegriff, der als Verleihungsbestimmung für das Veteranenabzeichen gilt.

## Gestaltung

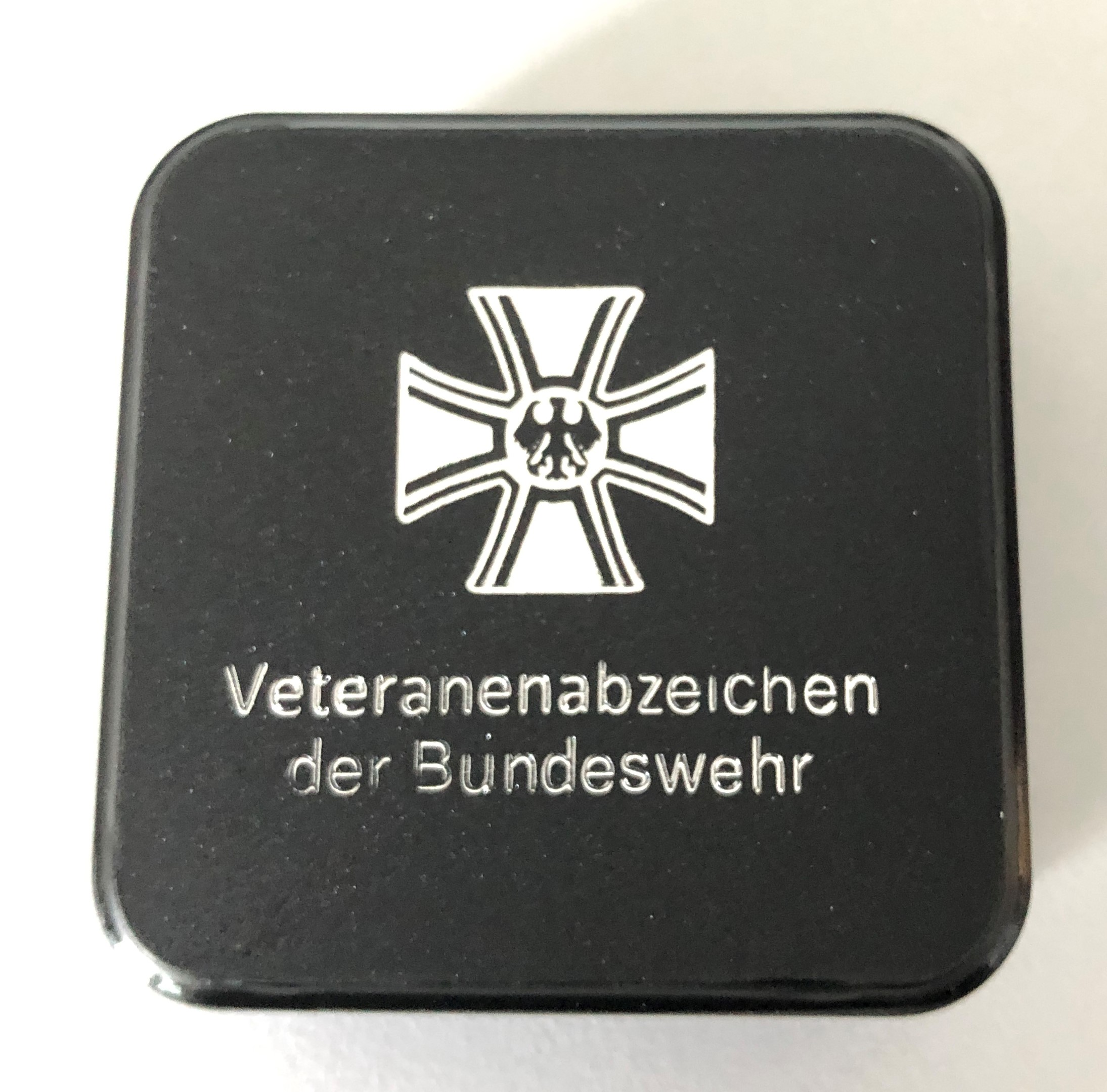
Etui zum Veteranenabzeichen der Bundeswehr

Das Veteranenabzeichen ist in Form eines kleinen, silbermetallischen Eisernen Kreuzes (dem Hoheitszeichen der Bundeswehr) gestaltet, in dessen Mitte der Bundesadler abgebildet ist. Die Größe beträgt 17 × 17 mm. Zur Befestigung an der Kleidung befindet sich auf der Rückseite ein Metalldorn mit Butterfly-Verschluss. Das Abzeichen wird mit einem schwarzen Kunststoff-Etui ausgeliefert, auf dem in silbernem Aufdruck das Abzeichen und die Aufschrift Veteranenabzeichen der Bundeswehr abgebildet ist. Eine 2. Version fällt deutlich schmaler aus, sodass die Abbildung auf dem Etui und deren Inhalt nicht übereinstimmen.

## Verleihung und Tragweise
Für die Verleihung gilt die Veteranendefinition der Bundeswehr: Veteranin oder Veteran der Bundeswehr ist, wer als Soldatin oder Soldat der Bundeswehr im aktiven Dienst steht oder aus diesem Dienstverhältnis ehrenhaft ausgeschieden ist, also den Dienstgrad nicht verloren hat.
Erstmals wurde es am 15. Juni 2019 durch die damalige Verteidigungsministerin Ursula von der Leyen am Tag der Bundeswehr auf dem Fliegerhorst Faßberg verliehen.
Etwa zehn Millionen ehemalige Soldaten der Bundeswehr können das Veteranenabzeichen beim Bundesamt für das Personalmanagement der Bundeswehr beantragen. Es muss per Antragsformular von ehemaligen und aktiven Soldaten beantragt werden. Es wird auf dem Postweg zugestellt. Aktive Soldaten können ihr Veteranenabzeichen bereits während ihrer Dienstzeit über ihren zentralen Truppenteil beantragen und ebenfalls in Schriftform per Postweg beziehen.
Das offizielle Abzeichen wird vom Bundesamt für das Personalmanagement der Bundeswehr für Veteraninnen und Veteranen kostenfrei ausgehändigt. Das Abzeichen darf nur an Zivilkleidung getragen werden. Es wurde bis Ende 2024 rund 115.000 Mal beantragt.

## Kritik

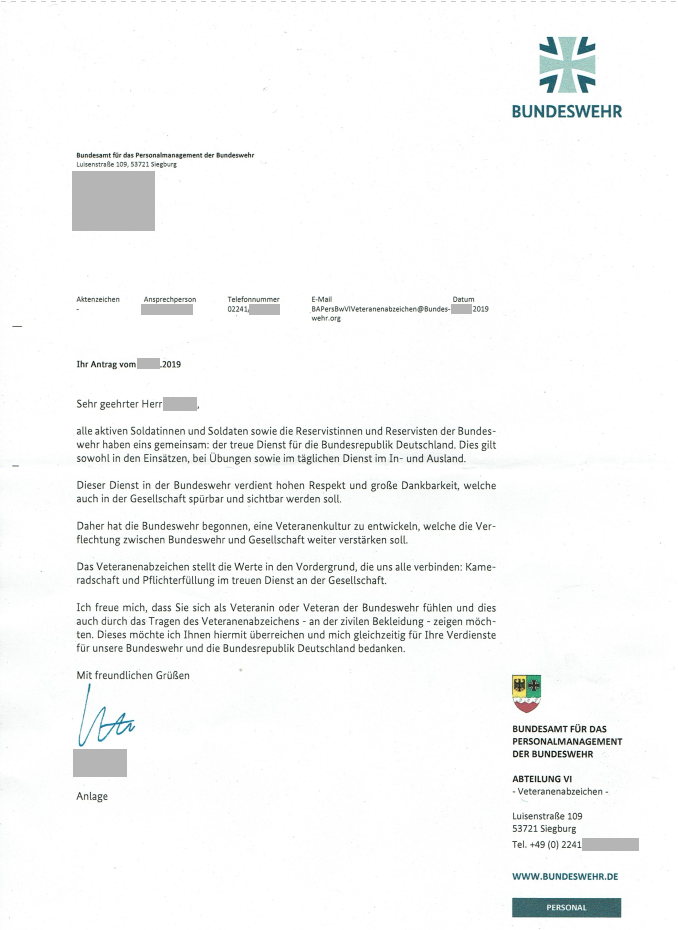
Anschreiben seit Ende 2019

Die Veteranendefinition der Bundeswehr ist nicht unumstritten. Der Bund Deutscher EinsatzVeteranen forderte, dass Veteranen nur Soldaten sein sollen, die tatsächlich an Auslandseinsätzen der Bundeswehr teilgenommen haben. Der Bundeswehrverband dagegen verlangte – letztendlich erfolgreich –, dass alle aktiven oder ehemaligen Bundeswehrsoldaten als Veteranen gelten. Dem Reservistenverband ging es darum, die ehemaligen Soldaten in den Vordergrund zu stellen und auch diejenigen nicht zu vergessen, die auch schon vor den Auslandseinsätzen in der Bundeswehr gedient haben.

„Leider ist im Onlinebereich des Bundesamtes für das Personalmanagement der Bundeswehr das entsprechende Antragsformular nur schwer zu finden. Man kann sich des Eindrucks nicht erwehren, als sei dies in Erwartung einer Antragsflut absichtlich „versteckt“ worden. Aber lassen wir die Spekulationen…“

Reservisten, die das Abzeichen bereits per Post erhalten haben, äußerten „deutliche Kritik an dem Begleitschreiben zur Übersendung der Anstecknadel, dieses sei zu unpersönlich und dem Anlass nicht angemessen. Das entsprechende Anschreiben ist nunmehr persönlicher gestaltet.“